# NGC 1332
NGC 1332 este o galaxie lenticulară situată în constelația Eridanul. A fost descoperită în 9 decembrie 1784 de către William Herschel. Se află la o distanță de 24,55 de megaparseci de Pământ.